# Ітті-Мардук-балату
Ітті-Мардук-балату (д/н — бл. 1132 до н. е.) — цар Ісіну і Вавилону близько 1140—1131 до н. е. Ім'я перекладається як «З Мардуком є життя».

## Життєпис
Походив з Другої династії Ісін (IV Вавилонської династії). Син царя Мардук-кабіт-аххешу. Близько 1140 року до н. е. після смерті останнього став володарем Ісіну та Вавилону. Продовжив політику попередника з намаганням досягти незалежності від Еламу. На 5-й рік свого панування переніс резиденцію до Вавилону. Після цього вступив у конфлікт з ассирійським царем Ашшур-даном I.
У 1133 році до н. е., скориставшись війною Шилхак-Іншушинака I, царя Еламу, проти Ашшур-дана I, війська вавилонян атакували Шумер, де стояли еламітські залоги. За цих обставин еламітський цар рушив проти Вавилону. У двох битвах на річках Тигр і Нузі Ітті-Мардук-балату зазанав поразки від Шилхак-Іншушинака I. Під час останньої битви або трохи згодом цар Вавилону загинув. Йому спадкував син Нінурта-надін-шумі, який знову визнав владу Еламу.